# メゾン＝ラフィット
メゾン＝ラフィット （Maisons-Laffitte）は、フランス、イル＝ド＝フランス地域圏、イヴリーヌ県のコミューン。

## 地理・交通
メゾン＝ラフィットはセーヌ川左岸に沿い、サン＝ジェルマン＝アン＝レーの森（fr）の東に位置する。コミューン面積にはセーヌ川に浮かぶコミューン島も含まれている。サン＝ジェルマン＝アン＝レーの約10km北東、パリの約18km北西に位置する。
県道D308が主要道路としてパリ＝ポワシー間を結ぶ。1843年より鉄道のパリ・サン・ラザール＝ルーアン路線のメゾン＝ラフィット駅があり、RER A線、トランジリアンL線の駅となっている。また、ラ・デファンスとの間を走るバス路線がある。

## 歴史

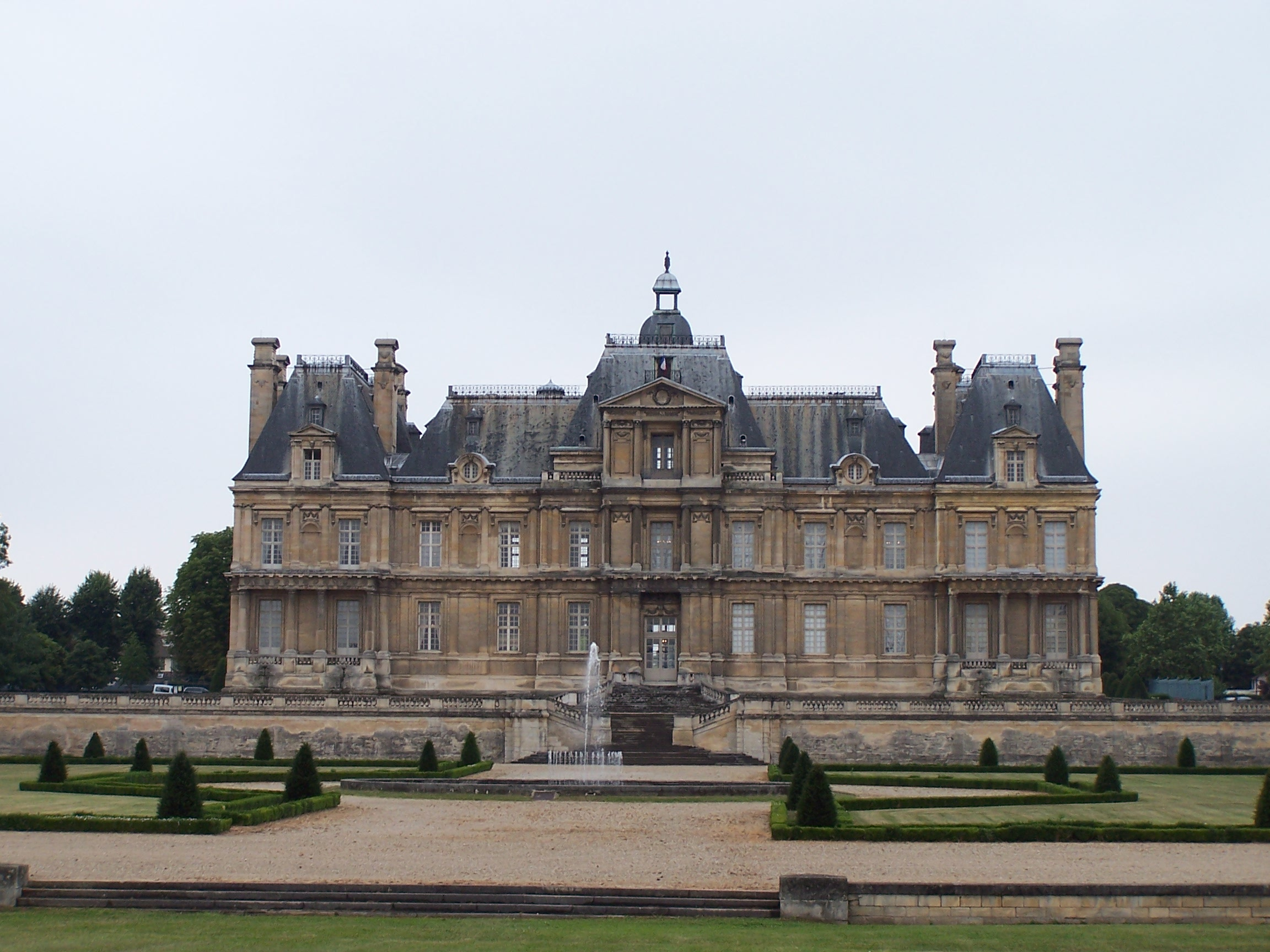
メゾン＝ラフィット城

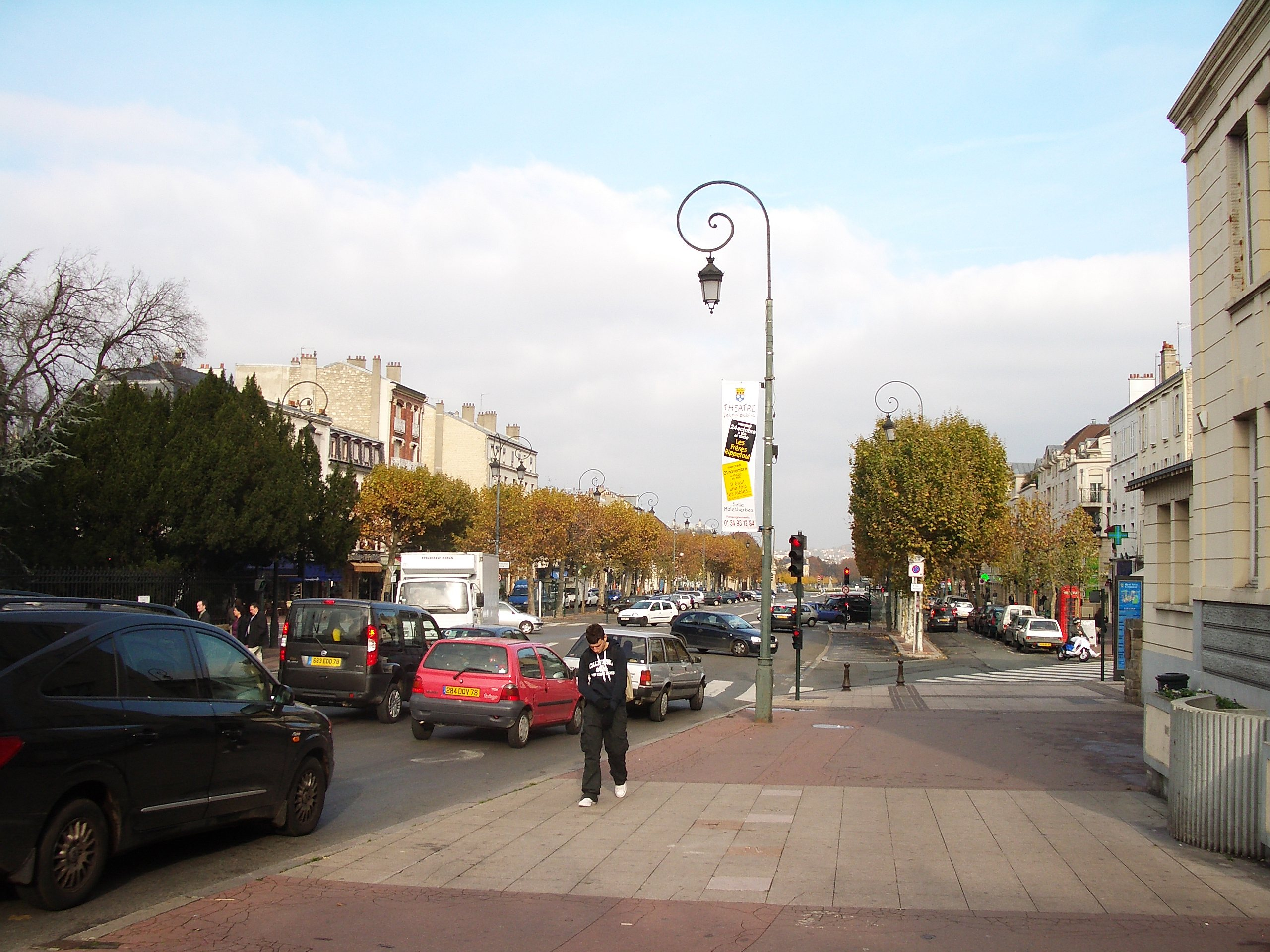
ロングイユ通り

メゾン＝ラフィットについて最初に記録したものは、820年前後のイルミノンの多翼祭壇画（fr）にさかのぼる。メゾンとはラテン語のmansioに由来する。この記録はイルミノンという名の修道士によって書かれたもので、543年にクローヴィス1世の子キルデベルトが建てたパリのサン＝ジェルマン＝デ＝プレ修道院の資産を識別するため意図して書かれた。しかし多翼祭壇画に描かれたMansionis Villaの名がメゾン＝ラフィットと符合するかどうか疑問がある。財産目録には、穀物の畑やブドウ畑が記載されていた。川があるにもかかわらず、村には漁業に関する記載がされていない。村の名は長くメゾン＝シュル＝セーヌ（Maisons-sur–Seine）であった。
メゾン＝ラフィットの歴史は11世紀に明確となる。この時代以降、領主の邸宅の系譜を作成することが可能となる。最初の領主はニヴァール・ド・セトゥイユ家である。彼の子ジョフロワ1世は、1060年から1066年まで、サン＝ワンドリユ修道院にメゾン＝シュル＝セーヌの門を自由に通過する権利を授けた。また1087年頃にメゾン＝シュル＝セーヌのクーロンブ修道院に教会を、土地とブドウと徴収した税金に一部や献金を与えた。
現在もある教会の周囲に家々が集まって村が形成された。その周囲を墓地や司祭館、旧修道院、城が囲んでいた。
メゾンの封土はニヴァール・ド・セトゥイユの子孫に受け継がれ、その後2人の姪とゴークール家のジャン2世の手に落ちた。1602年、ジャン8世・ド・ロングイユが分割されていたメゾン荘園を統一した。1629年に後継者となったルネ・ド・ロングイユはパリ高等法院の長であり、フランソワ・マンサールに命じて城を建てさせた。
1759年に聖職者シャリーヌが人口を数えたとき、822人であった。内訳は、耕作地の約40%占めるブドウ栽培農家であった。
ロングイユ家の末裔が城と土地を手放した後、主となったのはアルトワ伯（のちのシャルル10世）であった。彼がフランス革命で海外へ逃亡した後、変遷を経て1804年にジャン・ランヌ将軍が新たな領主となった。しかし将軍の死後、未亡人はメゾン領を銀行家ジャック・ラフィットへ売却した。1830年から1831年までフランスの首相を務めたラフィットは、退陣後に不動産取引のためメゾンの領地を分割することに決めた。1833年、厩舎やその付属建築物が、ル・パルク地区（Le parc）で大勢のバイヤーに建築材料を提供するため壊された。彼は新たな通りや広場を設置し、既存の通りを軸として幾何学的設計がなされた。ラフィットは新しい広場や通りに、フランス第一帝政にちなんだ名を付けていった（ナポレオン広場など）。1838年には100戸が既に建っていたが、さながら『メゾン＝ラフィットの素晴しい眺め』という広告を集めた版画のアルバムのようだった。これら多くの建物は中流階級が社会的理想とする、小さな建物であった。この新たな住宅地は鉄道の到来に助けられ、より住宅が増え富裕層が移ってくるようになった。
1882年、コミューンはジャック・ラフィットの姓をコミューン名に加え、正式にメゾン＝ラフィットとした。

## 経済
2019年をもって競馬開催を終了し、調教施設としてリニューアルするメゾン＝ラフィット競馬場があるため、コミューンは別名『馬のまち』（cité du cheval）という。
メゾン＝ラフィットのル・パルク地区は、コミューン面積の60%を占め、メゾン＝ラフィット住民の約40%が暮らしている。

## 姉妹都市
- ニューマーケット、イギリス
- ラマーゲン、ドイツ

## 関係者

### 出身者
- ジャン・コクトー - 芸術家
- ランディ・ド・プニエ - オートバイレーサー
- ドミニク・ブフ - 元競馬騎手
- ジャン＝ルイ・ヴィオヴィ - 物理学者
- フィリップ・ジャルスキー - 歌手
- ジャック・ベルタン - 地図学者
- グレゴリー・ボジェ - 自転車競技選手

### 居住その他ゆかりある人物
- アンドレ・ルデュック - ツール・ド・フランスの自転車レーサー。メゾン＝ラフィットでカフェ食料品店を営んだり、パリ16区オートゥイユ等に居住した。
- エマ・ワトソン - イギリス人の女優。1990年にパリで生まれ、メゾン＝ラフィット居住。5歳の時にオックスフォードへ転居。